# Cobrador de pelo liso
El Cobrador de pelo liso o Retriever de pelo liso —en inglés Flat-coated retriever— es una raza de perro procedente del Reino Unido. Fue desarrollado como un perro de caza perdiguero tanto para trabajar en tierra como en el agua como perro cobrador.

## Historia
Originado durante el siglo XIX en Inglaterra, el Flat-Coated Retriever ganó popularidad como un perro guarda caza. Se cree que parte de sus ancestros provienen de los ejemplares importados de Canadá —del ahora extinto Perro de aguas de San Juan—, y que los marinos canadienses trajeron Terranovas a los puertos británicos, los que también influyeron en la ascendencia del Flatcoat, sin embargo, esto es inverificable. Al parecer se añadieron perro tipo-Collie para aumentar la capacidad de entrenamiento de la raza junto con el Terranova para la fuerza y el Setter para mejorar la capacidad de rastreo. Los primeros ejemplares de la raza se introdujeron alrededor de 1860, pero el tipo final sólo se estableció veinte años después.
A partir de su introducción en los EE. UU., el Flat-coat comenzó a ganar popularidad rápidamente como un perro de caza, y en 1873 la conformación del perro se consolidó, según el American Kennel Club, el cual reconoció oficialmente a la raza en 1915. El número de Flatcoat creció rápidamente, para declinar al poco tiempo, ya que la popularidad de la raza se vio eclipsada por el Golden Retriever, que en realidad fue criado en parte del Flat-coat, junto con otras razas.
A finales de la Segunda Guerra Mundial, había muy pocos Flatcoat y la supervivencia de la raza era incierta. No obstante, a partir de la década de 1960, una cuidadosa crianza trajo nuevamente la especie y la raza ganó popularidad una vez más, tanto para su uso en deportes caninos como para las exposiciones o como mascota. Hoy en día, el Flat-coat goza de una modesta popularidad y sigue adelante como raza a través de la reproducción atenta a la conformación, salud, y el temperamento excepcional que son sus señas de identidad.

## Temperamento
El Flat-coated retriever es un activo perro de caza multi-talento con un fuerte deseo de complacer a la gente. Son confiados y dóciles siendo una mascota de familia cariñoso. Pueden ser buenos compañeros para los niños pequeños con la guía de los adultos cercanos para dirigir su bullicioso entusiasmo. La socialización y el entrenamiento de obediencia son altamente recomendables para evitar que manifiesten conductas negativas o destructivas. Protegerán a sus dueños y propiedad con un ladrido firme, pero es muy poco probable que respalden tal ruido con alguna agresión real, por lo que no son buenos perros guardianes.
Aunque la raza es poco conocida, y menos popular que el Labrador y Golden Retriever, se ha beneficiado de esta falta de popularidad para disfrutar de una cría más cuidadosa y un mejor mantenimiento de su capacidad de trabajo. Tiene buena disposición para aprender de forma rápida, y responderán mejor si se le entrena en intervalos cortos, ya que se puede aburrir con las repeticiones. Por esta razón lo mejor es hacer el entrenamiento divertido en sesiones variadas y relativamente cortas para el perro. Debido a su excelente sentido del olfato, junto con su ilimitada energía y afán de complacer a su amo, se utilizan a veces como perros rastreadores de drogas. También se usan en el programa de cría de perro guía para ciegos en The Guide Dogs for the Blind Association en el Reino Unido, tanto la raza como los cruces con el Labrador Retriever.
Esta raza conserva un ánimo jovial y actitud de cachorro hasta la vejez. Paddy Petch, autor de The Complete Flat-Coated Retriever, se refiere a estos perros como los «Peter Pan de las razas retriever», dado que parece que nunca crecen.
El Flat-coated retriever también es inteligente. La raza se catalogó en el 18 lugar —de 131 razas analizadas— en la clasificación de Stanley Coren acerca de la inteligencia de los perros, catalogado según su capacidad de entrenamiento y obediencia al mando como un perro de trabajo excelente.

## Descripción física

### Apariencia
Se trata de perros con fuertes mandíbulas y hocico relativamente largo para permitir la captura de aves y de la caza de montaña. La forma de su cabeza es exclusiva de la raza y se describe como «de una pieza» con una parada mínima y una parte posterior del cráneo de aproximadamente la misma longitud que el hocico.

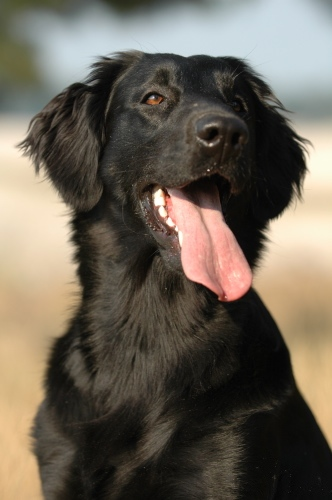
La típica expresión del Flat-coated retriever.

Los ojos almendrados de color castaño oscuro tienen una expresión inteligente y amigable. Las orejas son colgantes, relativamente pequeñas, se encuentran cerca de la cabeza. El occipital —hueso en la parte posterior del cráneo— no se acentúa y la cabeza fluye suavemente en el cuello bien arqueado. La línea dorsal es fuerte, recta y de un largo moderado que continúa en línea recta hasta la parte trasera.  Son más ligeros y elegantes en apariencia que otras razas retriever.

### Pelaje
El color del pelo es o hígado o negro sólido. Raras veces se ve un color de la capa de amarillo sólido, siendo una descalificación para el estándar de la raza en conformación pero no para otras actividades como el campo, agility o pruebas de obediencia. La capa única —no hay capa interna— es de longitud moderada, con pelo denso y brillante: lo ideal debe ser liso y recto, pero se permite una ligera ondulación y más pelo en la parte posterior de las patas, el pecho, debajo del cuerpo, cola y pies.

## Salud
Pruebas regulares para las condiciones comunes hereditarias como: la displasia de cadera y las enfermedades de los ojos tales como atrofia progresiva de retina y glaucoma, deben ser llevadas a cabo por los criadores en los perros utilizados para la reproducción. De vez en cuando la epilepsia también se observa en la raza. De acuerdo con los estudios patrocinados por Flat Coated Retriever Society of America (FCRSA), tienen mayor riesgo de cáncer que la mayoría de los perros, siendo el Hemangiosarcoma, fibrosarcoma, osteosarcoma y histiocitosis maligna particularmente devastadores, y se presentan en mayor proporción en la raza que en otras muchas razas. El FCRSA patrocina muchos estudios universitarios sobre el cáncer y los criadores se han beneficiado del aumento de información sobre el cáncer en Flatcoat para reducir la incidencia de cáncer en las generaciones futuras.
El promedio de vida del Flat-coated retriever, basado en dos encuestas recientes de Reino Unido, es de aproximadamente de 9.3 años, con un alto porcentaje de muertes por cáncer. Estudios más recientes en Dinamarca muestran una vida media de alrededor de 10 años.
Tienen una tasa muy baja de displasia de cadera y luxación de rótula en comparación con otra razas medianas, las estadísticas de Orthopedic Foundation for Animals (OFA), muestran consistentemente una disminución del 3% en la tasa de incidencia de displasia de cadera en la raza. En 1997, la encuesta de salud del FCRSA, mostró que un 4,2% de machos y un 3,2% de hembras, habían sido diagnosticados con luxación de rótulas.